# La Coulonche
La Coulonche (la ku.lɔ̃ʃⓘ) es una población y comuna francesa, situada en la región de Baja Normandía, departamento de Orne, en el distrito de Argentan y cantón de Messei.

## Demografía
| 480 | 429 | 350 | 360 | 393 | 496 |
| Para los censos de 1962 a 1999 la población legal corresponde a la población sin duplicidades (Fuente: INSEE [Consultar]) |     |     |     |     |     |